# Hrvatska koalicija (2002.)
Hrvatska koalicija je naziv za koaliciju hrvatskih stranaka HDZ-a BiH, Hrvatskih demokršćana i Hrvatske narodne zajednice za izbore u Bosni i Hercegovini 2002. Osvojila je najviše glasova i mandata među Hrvatima. Nakon izbora došlo je do razilaženja i Demokršćani stvaraju Hrvatsku koaliciju za promjene nasuprot HDZ-u BiH i u izbore 2006. izlaze u koaliciji Hrvatsko zajedništvo, zajedno s HDZ-om 1990.

## Također pogledajte
- Hrvatsko zajedništvo
- Hrvatska koalicija (2006.)
- Hrvatska koalicija (2010.)